# Gigi Perreau

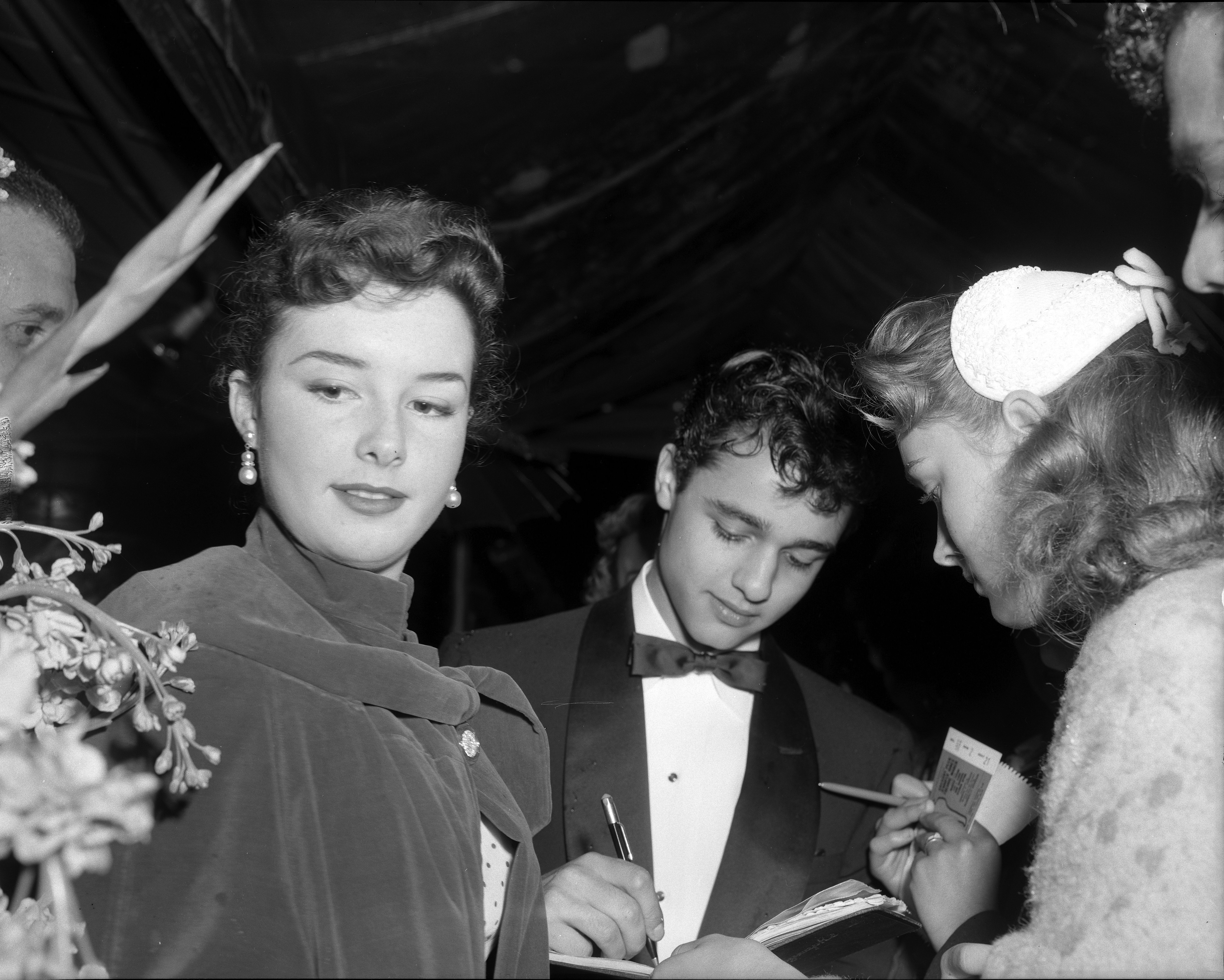
Gigi Perreau tillsammans med Sal Mineo 1956.

Gigi Perreau, född 6 februari 1941 i Los Angeles, Kalifornien, är en amerikansk skådespelare. Perreau filmdebuterade i en bebisroll 1943 i Madame Curie och medverkade från mitten av 1940-talet och in på 1950-talet i barnroller i flera Hollywoodfilmer. Fram till 1970-talet medverkade hon också i gästroller i amerikanska TV-serier. Under 2010-talet har hon i mindre skala arbetat som röstskådespelare i animerade filmer.
Hon har en stjärna på Hollywood Walk of Fame för sina insatser inom television. Den finns vid adressen 6212 Hollywood Blvd.

## Filmografi, urval
- 1943 – Madame Curie (ej krediterad)
- 1944 – Det sjunde korset (ej krediterad)
- 1944 – En kvinnas väg (ej krediterad)
- 1946 – Kärlek som aldrig dör (ej krediterad)
- 1947 – Gröna delfinens gata
- 1948 – Vad mannen begär
- 1948 – Oj, oj, oj en sån smekmånad
- 1949 – Mitt dåraktiga hjärta
- 1949 – Kärlekens sång
- 1950 – Änglar på vift
- 1952 – Dollarflickan
- 1956 – There's Always Tomorrow
- 1956 – Mannen i den grå kostymen